# Autoimolação

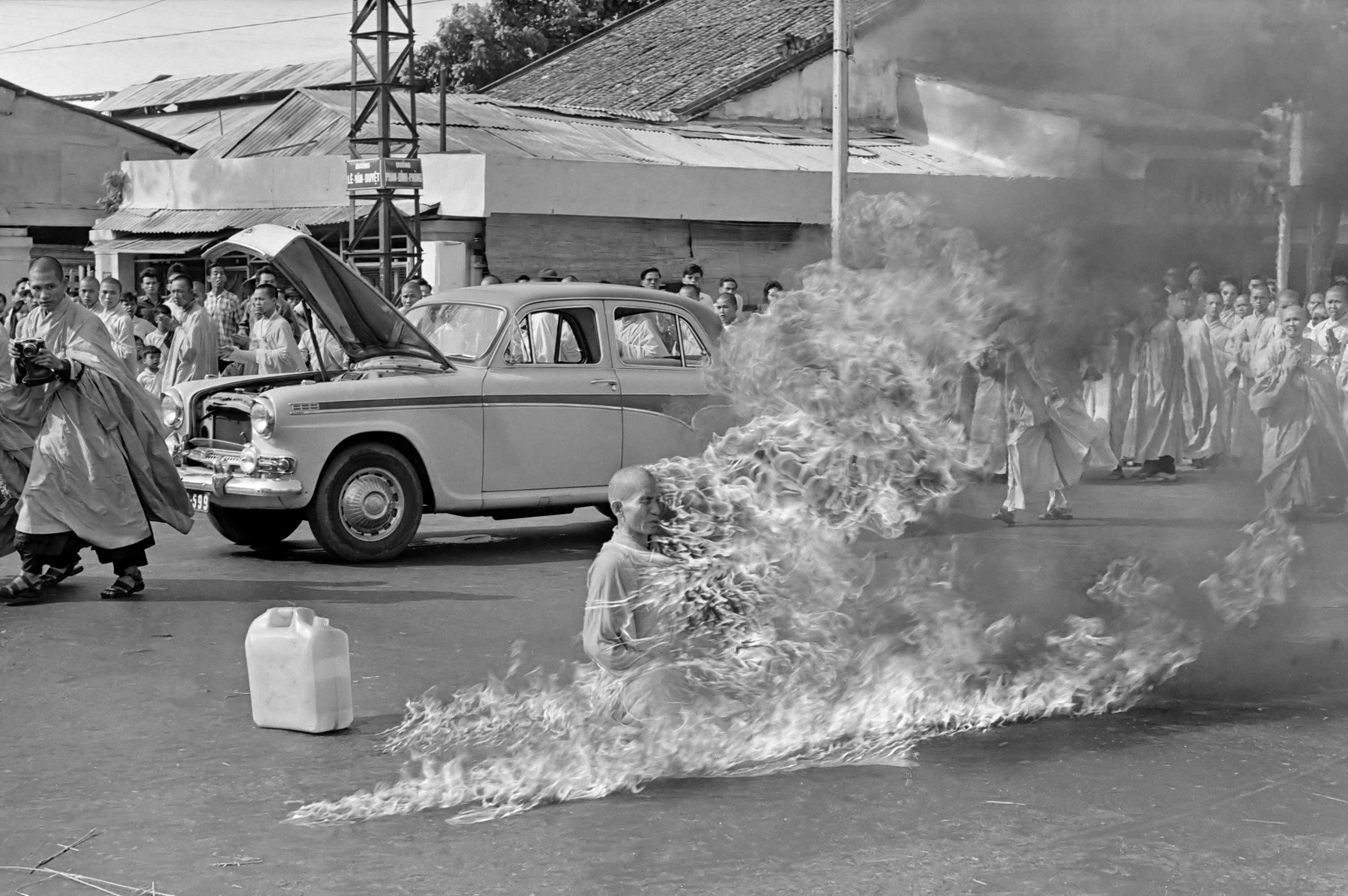
A autoimolação do monge Thich Quang Duc, durante a crise budista no Vietnã

Autoimolação é o ato de se autossacrificar em prol de algo maior como protesto ou martírio, normalmente ateando fogo no próprio corpo.
No hinduísmo e xintoísmo, a autoimolação de maneira ritual é tolerada, como forma de devoção, protesto ou renúncia. Na Índia, ocorria a prática do chamado sati ou sattee, onde viúvas de certas etnias atiravam-se à fogueira da pira crematória de seus finados esposos. O governo indiano baniu o ritual em 1829, mas algumas mulheres da zona rural ainda o praticam.
Casos notáveis incluem o monge vietnamita Thích Quảng Đức, que se autoimolou em 1963 contra a política religiosa do governo de Ngo Dinh Diem, e o tunisiano Mohamed Bouazizi, que, ao se incendiar em protesto às condições econômicas de seu país em 2010, inspirou a revolução de Jasmim e levou muitos a praticarem a autoimolação nas revoltas da Primavera Árabe.

### Violência de gênero
No Iraque, a autoimolação é um ato de desespero de mulheres que sofrem abusos psicológicos e físicos durante anos, mesmo décadas. O longo histórico de problemas com seus maridos, pais ou sogros faz com que essas mulheres recorram ao suicídio como forma para escapar disso. Então elas colocam fogo em si mesmas. Nigar Marf, enfermeira que trata mulheres que se autoimolaram, aponta que
O caso mais assustador que tratei foi o de uma mulher que derramou óleo sobre si mesma em meio a uma briga séria com o marido após sofrer opressão e, em um momento de desespero, ateou fogo no próprio corpo. O tempo todo, ele apenas ficou rindo e filmando enquanto o corpo dela ardia em chamas até que seus vizinhos vieram para ajudar e a envolveram em um cobertor. Ela sofreu queimaduras de terceiro grau no rosto, pescoço, tórax e pernas. Foi cruel; suas cicatrizes e gritos me assombrarão para sempre.
Infelizmente, entre as mulheres da etnia curda, "a prática brutal de autoimolação tornou-se assustadoramente comum, e a taxa de mortalidade entre esses tipos de vítimas de queimaduras é extremamente alta". Às vezes, as mulheres curdas são incendiadas pelos próprios homens em suas vidas (maridos, pais, sogros...) sob pretextos de honra. Segundo o site Memo,
Em todo o Iraque, a violência baseada em gênero aumentou 125%, para mais de 22.000 casos entre 2020 e 2021, de acordo com a agência infantil das Nações Unidas (ONU), UNICEF, que também apontou: "Um aumento preocupante de depressão e suicídio entre mulheres e meninas ."
As poucas mulheres que sobrevivem a este ato de desespero carregam cicatrizes em seus rostos e corpos e têm mais este trauma psicológico as afetando para o resto de suas vidas. É preciso prover tratamento não só físico, mas também psicológico para essas mulheres.